# Амазонит
Амазонит, (устар. син.: амазонский камень) — минерал силикат, голубовато-зелёная разновидность микроклина (калиевого полевого шпата). Иногда содержит повышенные количества марганца в виде Mn2+, свинца радиогенного происхождения, рубидия и цезия. Сингония триклинная. Кристаллы редки, чаще образует крупнозернистые скопления и жилы либо находится в виде монокристаллических вкраплений неправильной формы. Характерно совместное нахождение с альбитом, кварцем (чаще дымчатым или морионом) и слюдами. Твёрдость по шкале Мооса 6-6,5; плотность 2,55 г/см³. Спайность совершенная в двух направлениях, по (001) и (010). Основной признак — перекрещивающиеся (клетчатые) двойники.

## Происхождение и месторождения
Минерал назван по имени реки Амазонка, но он там не встречается и был ошибочно спутан с найденным там нефритом. Встречается в кислых и средних интрузивах, некоторых сланцах и гнейсах, а также в виде зёрен в осадках. Красивые и крупные кристаллы происходят с Ильменских гор близ Миасса, из штатов Колорадо и Пенсильвании в США.
Весь минерал равномерно окрашен в синевато-зелёный цвет, чаще замечаются белые и тусклые пятна и точки. Чистые куски употребляются на орнаменты, украшения и шлифуются преимущественно в Екатеринбурге. Первый в России амазонит был открыт в Ильменских горах на Южном Урале, где он чередуется со своим аналогом (серой или белой окраски) — еврейским камнем.

«…Красоту этих копей составляет не только самый амазонит прекрасного сине-зелёного тона, но его сочетание со светлым серовато-дымчатым кварцем, который прорастает его в определённых направлениях, образуя правильный красивый рисунок. Это — то мелкий узор древнееврейских письмён, то крупные серые иероглифы на зеленовато-голубом фоне. Разнообразны и своеобразны эти рисунки письменного гранита, и невольно стараешься в них прочесть какие-то неведомые нам письмена природы. Восторгались ими путешественники, исследователи конца XVIII века. Из них готовили красивые столешницы, которые и теперь украшают залы Эрмитажа. Эти камни привлекают и современных учёных, ищущих объяснения всех явлений природы…»— Александр Ферсман, «Занимательная минералогия»
Лучший в нашей стране амазонит, превосходящий по декоративно-художественным качествам знаменитый уральский, в изобилии был найден в 1960 году в центральной части на Кольском полуострове (Кейвы), где он добывается в больших количествах в качестве ювелирно-поделочного сырья. Здесь на возвышенности Кейвы было обследовано около 50 амазонитовых жил (всего их здесь более 150) .

## Практическое использование

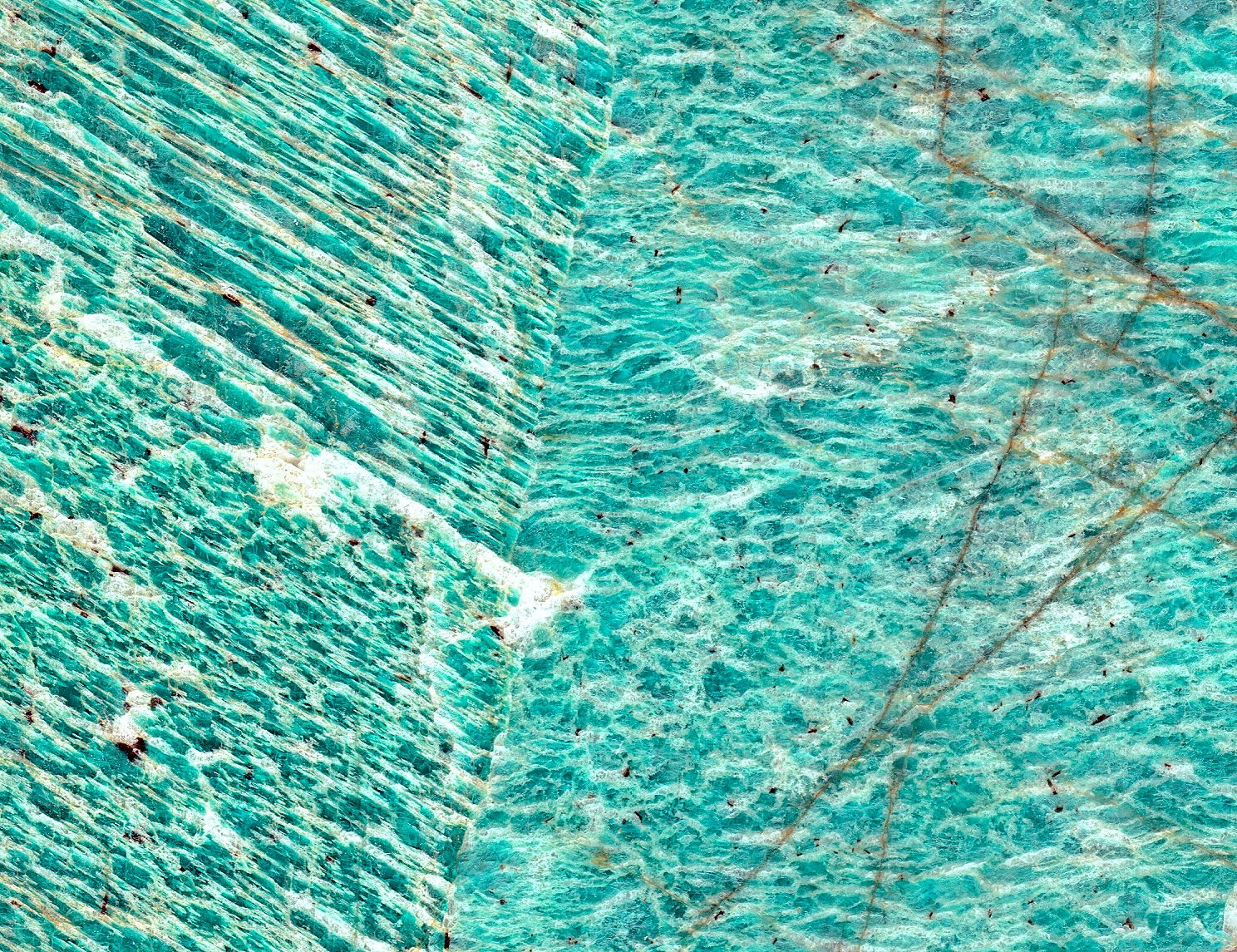
Амазонит (микроклин) с пертитами (вростки) альбита. Кольский полуостров, Россия

Амазонит используют в качестве недорогого поделочного камня для изготовления украшений, художественных поделок, в инкрустациях. Хорошо образованные кристаллы, изредка находимые в полостях пегматитовых жил (обычно в срастаниях с кристаллами тёмного кварца) в силу своей эстетической привлекательности и редкости являются весьма популярным и дорогим коллекционным материалом. По классификации А.Ферсмана и М.Бауэра этот минерал относится к полудрагоценным поделочным камням первого порядка. К тому же (первому) порядку поделочных камней относятся такие материалы как: нефрит, лазурит, везувиан, содалит, глауконит, лабрадор, орлец, малахит, авантюрин, кварцит, дымчатый кварц, горный хрусталь, агат (с его разновидностями), яшма, еврейский камень и розовый кварц.
В XIX веке горняки Южного Урала рассматривали присутствие амазонита в породах как верный признак того, что в жиле нужно искать ювелирный топаз, — и чем гуще был цвет амазонита, тем выше была вероятность, по их мнению, что ценные топазы находятся рядом.
В промышленности редких и рассеянных металлов амазонит используется в качестве источника (руды) рубидия и цезия.

## См. также

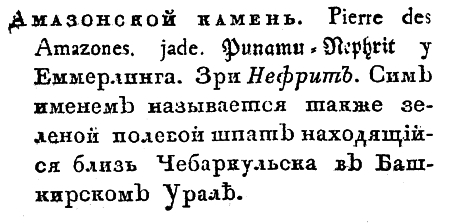
Амазонит в Первом минералогическом словаре, 1807 г.